# Dolby Theatre
El Teatre Dolby (abans Teatre Kodak, Kodak Theatre, en anglès) és un teatre al barri de lleure de Hollywood and Highland, a l'encreuament del Hollywood Boulevard amb Highland Avenue, a Los Angeles a l'estat de Califòrnia.
Des de la seva obertura el 9 de novembre de 2001 el teatre ha estat la seu de la Cerimònia de lliurament dels Premis de l'Acadèmia de les Arts i les Ciències Cinematogràfiques Americana, els Oscars, que s'hi van celebrar per primera vegada el març de 2002. Des de llavors és la seu permanent dels premis. El teatre va ser dissenyat específicament per a aquesta cerimònia per l'estudi Rockwell Group, de l'arquitecte David Rockwell.
Va ser dissenyat per a facilitar les retransmissions en viu des del gran recinte amb una màxima visibilitat per a tot el públic. Té capacitat per a més de 3.400 persones, dividits entre la platea i els tres nivells de balconades, i l'escenari de 36,5 × 27,5 metres és un dels més grans dels Estats Units. La sala de premsa darrere de l'escenari té capacitat per a més de 1.500 periodistes. L'obra va costar uns 500 milions de dòlars, dels quals 75 van ser pagats per l'empresa Kodak per a poder estampar el seu nom a la portada del recinte. És propietat de la ciutat de Los Angeles i és llogat per l'Acadèmia la nit del lliurament dels premis.
L'entrada al teatre està flanquejada per columnes en les quals es mostren les pel·lícules guanyadores del premi en la categoria de Millor pel·lícula des de 1928, i amb alguns espais buits per a futures pel·lícules guanyadores. Durant la resta de l'any, el teatre acull concerts. Hi van actuar, entre molts altres Céline Dion, les Dixie Chicks, Elvis Costello, Barry Manilow, Barbra Streisand, Paul McCartney, Cher, Sting, Santana o Prince. També acull musicals de Broadway, festivals de dansa, concerts sinfònics i òperes.